# Noche
Noche (Nochi in piemontese) è una frazione del comune di Vinchio, in provincia di Asti. Noche era nel 2001 l'unica frazione del comune censita da ISTAT. Si trova pressappoco a metà strada tra Mombercelli e Vaglio Serra.

## Storia
La Chiesa di San Defendente e san Grato fu sede di parrocchiale anche da un punto di vista civilistico. In epoca fascista i residenti di Noche contribuirono con lavoro gratuito e donazioni di terreni alla costruzione della strada di collegamento con Nizza Monferrato. Nella borgata si trova un circolo ricreativo ACLI.

## Manifestazioni

### Ferragosto Nochese
Nei giorni prossimi al ferragosto, si svolgono a Noche, nella piazza antistante la chiesa, i festeggiamenti patronali (san Defendente e san Grato che vengono festeggiati il giorno di ferragosto), durante i quali, un gruppo di volontari, si occupa di organizzare serate enogastronomiche volte anche a valorizzare tutti i produttori di vino locali. Vengono altresì organizzati tornei di carte per i ragazzi di tutte le età. Una delle serate più apprezzate, specie dai giovani, viene organizzata con un tema ogni anno diverso. Vengono premiati gli outfit più originali. Durante i festeggiamenti viene anche incoronata la coppia che nell'anno si è distinta nell'impegno e nella partecipazione alla vita sociale.

## Nella letteratura
La frazione era frequentata da Davide Lajolo, che la cita nelle sue opere.